# Municipio de Montrose (Arkansas)
El municipio de Montrose (en inglés: Montrose Township) es un municipio ubicado en el condado de Ashley en el estado estadounidense de Arkansas. En el año 2010 tenía una población de 367 habitantes y una densidad poblacional de 6,14 personas por km².

## Geografía
El municipio de Montrose se encuentra ubicado en las coordenadas 33°18′8″N 91°30′29″O / 33.30222, -91.50806. Según la Oficina del Censo de los Estados Unidos, el municipio tiene una superficie total de 59.73 km², de la cual 56,63 km² corresponden a tierra firme y (5,19 %) 3,1 km² es agua.

## Demografía
Según el censo de 2010, había 367 personas residiendo en el municipio de Montrose. La densidad de población era de 6,14 hab./km². De los 367 habitantes, el municipio de Montrose estaba compuesto por el 32,43 % blancos, el 63,22 % eran afroamericanos, el 0,27 % eran amerindios, el 3,54 % eran de otras razas y el 0,54 % eran de una mezcla de razas. Del total de la población el 5,99 % eran hispanos o latinos de cualquier raza.